# وو پنگ (سنگ‌نورد)
وو پنگ (انگلیسی: Wu Peng؛ زادهٔ ۱۵ اکتبر ۲۰۰۲) سنگ‌نورد اهل چین است.